# 若い星状天体
Young stellar object (YSO) は、恒星の進化における初期段階を包括する概念である。 比較的新しく造語されたもので、『学術用語集・天文学編』の増訂版（1994年）にも未収録であり定訳がない。香川大学の松村雅文（教育学部 理科領域）は若い星状天体 （わかいせいじょうてんたい）という訳語を与えている。
YSO は、その成長段階から時間軸により原始星と前主系列星の2種類に分類することができる。また、その質量から、大質量YSO (MYSO)、中小質量YSO、褐色矮星と3種類に分類することもできる。
YSOは、通常その スペクトルエネルギー分布 (SED)の勾配によってランク分けされる。1984年に C. J. Lada と B. A. Wilking がこの分類を導入した際、スペクトル指数 {\displaystyle \alpha \,} の間隔の数値に基づく3つの段階（第I - 第III）を提唱した。
{\displaystyle \alpha ={\frac {d\log(\nu F_{\nu })}{d\log(\nu )}}}.
ここで {\displaystyle \nu \,} は周波数、{\displaystyle F_{\nu }} は光束の密度である。
{\displaystyle \alpha \,} は周波数の間隔 2.2 - 10 {\displaystyle {\mu }m} （近赤外線領域）で算出される。1994年に T. P. Greene らは「平坦なスペクトル」をみせる天体のために4番目の段階を追加した。P. Andre らは、1993年に発見された、サブミリ波領域では放射強度が高いが波長が {\displaystyle 10{\mu }m} 未満では強度が低い天体を第0段階とするよう提唱した。ただし、これは観測される天体の向きに依存するため、星の進化段階に対応するものではないという見方もあり、理論やモデルそのものがまだ発達途上にあり検証は先のこととなる。
- 第0段階 ： {\displaystyle {\lambda }<10{\mu }m} での検出不可。
- 第I段階 ： {\displaystyle {\alpha }>0.3} 　降着の主たる段階。
- （平坦なスペクトルを示すおうし座T型星： {\displaystyle 0.3>{\alpha }>-0.3}）
- 第II段階 ： {\displaystyle -0.3>{\alpha }>-1.6} 　星の周りの降着円盤が残存する古典的なおうし座T型星。
- 第III段階 ： {\displaystyle {\alpha }<-1.6} 　星の周りの物質がほぼ消散した弱輝線おうし座T型星。

YSOはまた、恒星進化の初期段階にみられる次の現象を伴う。
- 星周ジェット
- 双極アウトフロー
- メーザ
- ハービッグ・ハロー天体
- 原始惑星系円盤（星の周りの降着円盤）